# Primož Kozmus
Primož Kozmus (født 30. september 1979 i Novo Mesto, Jugoslavien) er en slovensk atletikudøver (hammerkaster), der har vundet flere medaljer ved store internationale konkurrencer, herunder VM og OL.
Kozmus deltog første gang ved OL i 2000 i Sydney, hvor han ikke kom videre fra kvalifikationsrunden. Ved OL 2004 i Athen gik det bedre, idet han endte på en femteplads. Han var i øvrigt den slovenske flagbærer ved afslutningsceremonien ved disse lege.
I 2007 ved VM hentede han sin første store medalje, da han vandt sølv. Ved OL 2008 i Beijing kvalificerede han sig sikkert til finalerunden med et kast på 79,44 m, og i finalen lagde han sig i spidsen med 80,75 m efter første forsøg. Dette forbedrede han i andet forsøg, hvor han nåede ud på 82,02 m, hvilket var nok til at sikre ham guldmedaljen. Hviderusserne Vadzim Dzevjatowski og Ivan Tsikhan vandt sølv og bronze med henholdsvis 81,61 og 81,51 m.
Ved VM i 2009 vandt han også guld, og ved VM i 2011 vandt han bronze. Derpå trak han sig overraskende tilbage fra international atletik, en beslutning han dog fortrød, så han genoptog karrieren året efter.
Ved OL 2012 i London kvalificerede han sig til finalen med tredjebedste kast. I finalen kastede han 78,97 m i første forsøg efter ungarske Krisztián Pars med 79,14 m, og begge forbedrede sig i de følgende runder, så Pars endte med at få guld med 80,59 m, mens Kozmus tog sølv med 79,36 m, mens japaneren Koji Murofushi fik den sidste medalje med 78,71 m.